# Chemin vert de l'espoir
Le 'Chemin vert de l'espoir' (persan : شورای هماهنگی راه سبز امید) est une association iranienne fondé par Mir Hossein Moussavi le 15 août 2009.